# William Orville Ayres
William Orville Ayres (New Canaan (Connecticut), Estados Unidos, 1817 - Nueva York, 1887) fue un médico e ictiólogo estadounidense.

## Biografía científica
Después de graduarse en la Universidad Yale en 1837 trabajó en varias instituciones como profesor. En 1854 obtuvo el grado de doctor en medicina, tras lo cual se trasladó a San Francisco (California), donde practicó la medicina unos veinte años, tras los cuales practicó su profesión a partir de 1878 en New Haven (Connecticut). A partir de 1879 también ocupó una plaza como profesor de Enfermedades del Sistema Nervioso, su especialidad, en la Escuela de Medicina Yale. Cuando su salud comenzó a mermar se trasladó a Brooklyn (Nueva York), donde falleció en 1887.

## Ictiología y Ornitología
Además de su especialidad de enfermedades nerviosas, el Dr. Ayers había realizado notables adquisiciones en varias especialidades de ciencias naturales, especialmente en la ictiología, sobre las que había publicado numerosas memorias en las Actas de la Sociedad de Historia Natural de Boston y de la Academia de Ciencias de California. Como el primero que ostentó el cargo de Conservador de museo de Ictiología de la recién nacida Academia de Ciencias de California, Escribió varios artículos sobre los peces de California, a pesar de las malas instalaciones. Dado que no existían revistas científicas establecidas, se dirigió a los periódicos locales para publicar sus descripciones de peces.
Ayres también estaba interesado en la ornitología, haciéndose amigo y colaborador del famoso ornitólogo e ilustrador John James Audubon, que nombró a una nueva especie de ave en su honor.

## Algunas publicaciones
- Ayres, W.O., 1854. «Description of new fishes from California. (Minutes of Academy meetings were printed in "The Pacific" (a newspaper) shortly after each meeting. New species date to publication in The Pacific. Dates of publication are given in each species account)». Proc. Calif. Acad. Nat. Sci. v. 1: nos. 3-22.
- Ayres, W.O., 1855. «A number of short notices read before the Society at several meetings in 1855». Proceedings of the California Academy of Sciences (Series 1) 1(pt 1):23–77.

## Epónimos
- Especies animales: El nombre de Ayres (citado en latín como ayresii) es usado en su honor en el nombre binomial de diversas especies de aves y peces.